# Klášter Teplice
Benediktinský klášter v Teplicích byl ženský klášter sester benediktinek v dnešních Teplicích v severních Čechách, druhý ženský klášter benediktinské řehole na českém území. Jako řeholní konvent sloužil svému účelu od 60. let 12. století do roku 1435. Nemalé části klášterních budov se dochovaly (byly objeveny při archeologických výzkumech – viz níže) a patří mezi nejvýznamnější románské stavby v litoměřické diecézi.

## Historie

### Založení kláštera

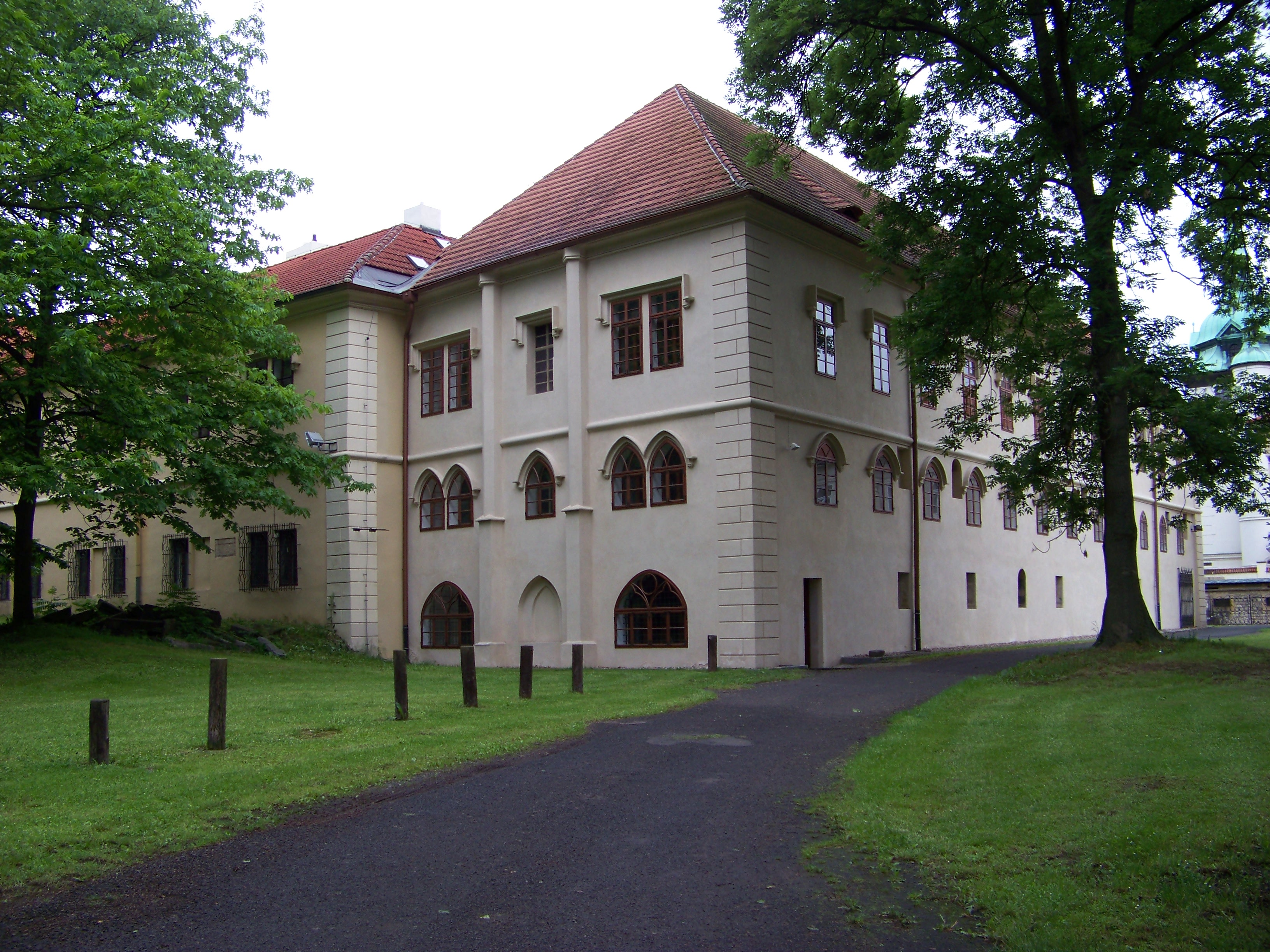
Budova kláštera

Klášter založila česká královna Judita Durynská mezi lety 1153–1167. Přesné datum vzniku není známo, ale nejpravděpodobněji byl klášter založen kolem roku 1164.
V Teplicích existoval prastarý léčivý pramen a zbožná Judita se za podpory biskupa Daniela rozhodla u něj zřídit klášter. Volba padla na benediktinky, protože jejich řehole dovolovala koupání a je doloženo několik benediktinských klášterů vzniklých u léčivých pramenů (Francie, Německo). Na místě již předtím stál zeměpanský dvorec a kostel sv. Jana Křtitele. Zpočátku benediktinky užívaly budovy dvorce jako provizorium, zatímco byla zahájena stavba klášterní baziliky jakožto přesné kopie kostela sv. Jiří na Pražském hradě. Součástí dvorce byla i kamenná věžovitá stavba, jejíž zbytky byly objeveny archeologickým výzkumem v roce 2008 u jižního okraje východního křídla (dnes je v něm stálá expozice věnovaná klášteru).

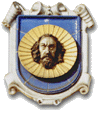
Znak města Teplice

Samotný klášter byl zasvěcen Janu Křtiteli, jehož hlava na míse je dosud ve znaku města Teplic, a bazilika Panně Marii. Prvotní konvent pocházel z pražského kláštera sv. Jiří. Podle Pulkavovy kroniky a Neplachovy kroniky byla Judita v klášteře i pohřbena. Průzkum pravděpodobných kosterních ostatků královny dělal přední český antropolog Emanuel Vlček, který hrob považoval za Juditin. Ostatky jsou dnes uloženy v depozitáři Antropologického oddělení Národního muzea.
Teplice se staly věnem českých královen, které pak nad klášterem držely ochrannou ruku. První konvent s kostelem byl postaven v románském slohu (jeho zbytky se zachovaly a byly nedávno opět obnoveny). V konventu byl poměrně velký počet sester, z nichž řada pocházela ze zemanských rodů z okolí. Teplice se staly patrně na konci 13. století klášterním městečkem.
Zpočátku dostal klášter cca 29 vesnic a dalších 8 vsí během následujících let benediktinky odkoupily či založily. Stavba byla dokončena v průběhu první poloviny 13. století. Rozkvět skončil roku 1278, kdy klášter vyrabovali vojáci (duryňští, míšeňstí a braniborští spojenci) při návratu z bitvy na Moravském poli.

### Rozvoj
Z konce 13. století (1296) víme, že kromě abatyše byla v konventu převorka, klíčnice, mistryně kuchyně, sakristiánka, varhanice, sklepmistryně. Sestry se nazývají domicellae. Ze zachovaných jmen sester je patrné, že jeptišky pocházely v této době z vyšší i nižší šlechty, ale i z měšťanstva. Probošty konventu bývali opati z Postoloprt. Klášter ve 14. století prožíval velký rozvoj a pro pověst o léčivosti zdejších vod se rozšířila i za hranice. Prameny jsou lázně doloženy, existovaly také zvláštní lázně pro sestry (balnea virginum). Velké panství kláštera vyžadovalo vybudování správních institucí, které řídil již zmíněný postoloprtský probošt. Vedle konventu stála i samostatná budova opatství, protože roku 1406 se mluví o „horním sále v domě abatyše“. Již roku 1350 se dal konvent pod ochranu papeže a dostal od něj potvrzení svých privilegií a imunit. Doba hojnosti nastala až s vládou Karla IV., kdy jsou roku 1373 jmenovány Teplice jako městečko.

### Zánik za husitských válek
Pohroma přišla na konvent za husitských válek. Pražané táhnoucí se svými spojenci 4.–11. července 1421 do severozápadních Čech se přiblížili ke klášteru „a jakkoliv dobrotivě se abatyše a celý konvent snažily je přijmout, nicméně abatyši s pannami vyvedouce, klášter obsadili, když pak některé panny zločinci z vojska o šat oloupili“. Teplický klášter však tehdy nebyl zcela zničen. František Palacký dokonce tvrdí, že se teplický konvent přidal v červenci 1421 k programu čtyř pražských artikulů. Z roku 1425 známe teplickou abatyši Alžbětu z Vartenberka a známe i další jména řeholnic zdejší komunity. V roce 1426 utrpěl klášter blíže neurčené škody. Kronikář Ondřej Řezenský obviňuje Míšňany, že se při svém pochodu do bitvy u Ústí dopustili v Teplicích excesu proti klášteru, který pokládali za husitský. Praví doslovně „teplický klášter, v němž s pannami Bohu zaslíbenými nakládali bezectně, a jak jsem slyšel, obrazy svatých, jakož i Tělo Kristovo, k uctívání určené nohama šlapali, řkouce, že není katolické, ale sprostých kacířů, předpokládajíce z toho, že pro dobro míru řečený klášter měl s kacíři příměří“. Tehdy započal zánik konventu, i když roku 1427 byla potvrzena nová abatyše, Markéta ze Všechlap. Další abatyše – Eliška z Doubravice, byla volena roku 1432. Její žádost o potvrzení volby je datována 10. září 1432 na hradě Střekově. Abatyše prosila o odsunutí placení konfirmační platby „ježto klášter byl oloupen o všechen majetek a mešká ve vyhnanství“. Podle výsledků dlouholetých průzkumů se zdá pravděpodobné, že budovy kláštera nebyly výrazněji poškozeny a exil jeptišek souvisel zřejmě s ekonomickými problémy, způsobenými záborem anebo zpustošením zázemí.
Zboží kláštera se po roce 1435 zmocnil husitský hejtman Jakoubek z Vřesovic, který začal budovy konventu přestavovat na světské opevněné sídlo. Byť se práva jeptišek na budovy a přilehlé zboží uznávala až do roku 1462, nebyly už fakticky k opětnému držení připuštěny a poslední z nich dožily v mateřském svatojiřském klášteře v Praze.

## Průzkum a rekonstrukce
V roce 1954 byly při archeologickém výzkumu Antonína Hejny odkryty zbytky obvodového zdiva klášterního kostela Panny Marie. Byla to románská trojlodní bazilika se třemi apsidami a kryptou, jež měla klenbu podepřenou sloupy. Vedle krypty byla pak hrobní kaple s apsidou. Jde o vynikající památku románské architektury, která je v půdorysu téměř přesnou metrickou kopií románské baziliky sv. Jiří v Praze, obnovené roku 1142. (V jednom významném detailu se teplická bazilika liší od té pražské: má půdorysně zrcadlově obrácené věže, ta s hrobní kaplí a oltářem Všech Svatých stála na severní/evangelijní straně lodi.) Výzkum také prokázal existenci gotické křížové chodby o šířce 380 cm, vystavěné až zhruba 230 let po založení kláštera. Současně s archeologickými pracemi byla stržena fasáda východního křídla tzv. starého zámku, čímž bylo obnaženo románské kvádříkové zdivo jedné z konventních budov, dochované až do výše 1. patra.
O mnoho let později, v roce 1990, byly při výstavbě vodovodu objeveny zbytky dvou hrobů v místech severního ramene někdejší křížové chodby, z toho jeden obsahoval pěkně přitesanou skříňku z pískovcových bloků (tento hrob obsahoval kostru ženy, o níž se soudí, že to byla některá z řádových sester či spíše abatyší z doby před koncem 14. století).
Havarijní stav východního křídla vedl k rozsáhlé rekonstrukci, která byla dokončena v roce 2008. Té předcházely archeologické vykopávky v interiéru i vně budovy (2003, 2006–08), během kterých byly objeveny další úseky gotické křížové chodby i zbytky staveb, jež tu stály ještě před klášterem. Při stavebních pracích se podařilo odkrýt fragmenty průčelí někdejší kapitulní síně a rozsáhlé úseky románského zdiva včetně několika jednoduchých okének a tří portálů.

## Muzejní expozice
V budovách teplického zámku, dříve kláštera, sídlí Regionální muzeum v Teplicích. Jedna z jeho stálých expozic, umístěná v prostorách bývalého východního románského křídla konventu, je věnována dějinám kláštera. V rámci prohlídky lze zhlédnout obnažené obvodové kvádříkové zdivo se zbytky oken a portálů, průčelí kapitulní síně a početné architektonické fragmenty z archeologických nálezů.